# Inferno Purgatorio Paradiso
Pour les articles homonymes, voir Inferno et Paradiso (homonymie).
Inferno Purgatorio Paradiso est un projet artistique de Romeo Castellucci. Il est inspiré de la Divine Comédie de Dante.

## Inferno
La pièce de théâtre Inferno a été créée en 2008, lors de l'ouverture du Festival d'Avignon dans la cour d'honneur du Palais des papes. Elle se compose de plusieurs tableaux parmi lesquels : le metteur en scène attaqué par des chiens, un homme en peau de bête escaladant la façade du Palais, des enfants dans une boîte en verre surplombée par un voile noir, Andy Warhol s'extrayant d'une voiture calcinée.

## Purgatorio
La pièce de théâtre Purgatorio a également été créée en 2008 lors du Festival d'Avignon au Parc des expositions. Elle traite de l'inceste.

## Paradiso
Paradiso est une installation artistique. Elle a été présentée à l'église des Célestins d'Avignon et à la chiesa dello Spirito Santo de Cesena en 2008. Pour Castellucci, Paradiso est une représentation du véritable enfer.